# Zilora ferruginea
Zilora ferruginea là một loài bọ cánh cứng trong họ Melandryidae. Loài này được Paykull miêu tả khoa học năm 1798.